# Skylarking
Skylarking es el octavo álbum de estudio de la banda británica XTC lanzado el 27 de octubre de 1986 y producido por el músico americano Todd Rundgren. Skylarking mostró composiciones y arreglos altamente influenciados por bandas como The Beatles, The Beach Boys y The Kinks.  El título del álbum fue inspirado por el poema de Percy Bysshe Shelley, To a Skylark ("A una alondra") y muchas de sus canciones expandieron los temas pastorales de su álbum de 1983, Mummer.

## Proceso de grabación
El álbum fue producido por Todd Rundgren, uno de una lista de potenciales productores enviados por su disquera, Virgin Records. Las sesiones de grabación tuvieron lugar a principios de 1986, en el estudio de Todd Rundgren en Nueva York. Rundgren convenció a la banda de que las canciones que Andy Partridge y Colin Moulding escribieron podrían formar un álbum conceptual. Fue grabado pista por pista en un rollo de cinta de grabación de dos pulgadas y se realizaron transiciones entre cada canción. Las sesiones estuvieron llenas de tensión debido a las diferencias creativas entre Rundgren y Partridge.

## Múltiples versiones
Las versiones del álbum en los Estados Unidos y Canadá contienen el mayor éxito de XTC en América "Dear God", una mordaz canción anti-teísta. Era originalmente el lado B del sencillo "Grass", pero debido a su popularidad el álbum fue lanzado en los Estados Unidos cortando "Mermaid Smiled" y agregando "Dear God" en su lugar. En Canadá el álbum fue lanzado sin cortar ninguna canción, pero con "Dear God" agregada al final. De la misma forma el 28 de mayo de 2001, Virgin Records lanzó una versión remasterizada del álbum en el Reino Unido con "Dear God" agregada; esta versión fue lanzada en los Estados Unidos en 2002 bajo la imprenta de Caroline Records.
APE House, la disquera de Andy Partridge, planteó lanzar el álbum exclusivamente en vinilo, con versiones estándar y deluxe. El álbum fue finalmente extendido entre dos discos y presentó la portada que estaba planteada para el lanzamiento original pero que fue prohibida por Virgin. Para este lanzamiento el álbum fue remasterizado por el ingeniero John Dent, quien descubrió que la mezcla original del álbum tenía la polaridad de sonido invertida y ha corregido este error.
Partidge ha informado que el álbum remasterizado no puede ser lanzado todavía en formato digital bajo el sello de APE debido a que Virgin sigue matienendo los derechos digitales.

## Sencillos
Los sencillos del álbum fueron "Grass" (lanzado el 16 de agosto de 1986), "The Meeting Place" (lanzado el 2 de febrero de 1987), "Earn Enough For Us" (solo en Canadá y Australia) y, debido a su popularidad, surgida de las radios universitarias como la última canción en el sencillo de 12 pulgadas "Grass" lanzado en Reino Unido, "Dear God" (lanzado el 1 de junio de 1987). "Dear God" alcanzó la posición número 15 en la cartelera Rock Álbum Tracks de Billboard.

## Videos
Videos promocionales fueron hechos para "Grass" y "Dear God" ambos dirigidos por Nick Brandt. El programa de música "The Tube" de Channel 4 también produjo videos para "The Meeting Place" y "The Man Who Sailed Around His Soul" con la banda usando disfraces de la serie The Prisoner. El video de "Dear God" fue nominado a MTV Video Music Awards de 1987 en las categorías Mejor Director, Mejor Concepto y Mejor Innovación.

## Recepción
El álbum ha sido altamente alabado por los críticos. En 1989 fue colocado en el lugar #48 de la lista de los 100 mejores álbumes de los 80 de la revista Rolling Stone y Pitchfork Media lo colocó de número 15 en su lista de Top 100 álbumes de los 1980s, llamándolo un "un faro de verdor psicodélico".
En las carteleras el álbum llegó al número 90 en la cartelera de álbumes en el Reino Unido y al número 70 en la de los Estados Unidos.

## Lista de canciones
Todas las canciones fueron escritas por Andy Partridge, excepto donde se indica.

### Virgin RecordsLP: V 2399
| Side one |                                  |                |          |  |
| N.º      | Título                           | Escritor(es)   | Duración |  |
| 1.       | «Summer's Cauldron»              |                | 3:19     |  |
| 2.       | «Grass»                          | Colin Moulding | 3:05     |  |
| 3.       | «The Meeting Place»              | Moulding       | 3:14     |  |
| 4.       | «That's Really Super, Supergirl» |                | 3:21     |  |
| 5.       | «Ballet for a Rainy Day»         |                | 2:50     |  |
| 6.       | «1000 Umbrellas»                 |                | 3:44     |  |
| 7.       | «Season Cycle»                   |                | 3:21     |  |

| Side two |                                      |              |          |  |
| N.º      | Título                               | Escritor(es) | Duración |  |
| 1.       | «Earn Enough for Us»                 |              | 2:54     |  |
| 2.       | «Big Day»                            | Moulding     | 3:32     |  |
| 3.       | «Another Satellite»                  |              | 4:15     |  |
| 4.       | «Mermaid Smiled»                     |              | 2:26     |  |
| 5.       | «The Man Who Sailed Around His Soul» |              | 3:24     |  |
| 6.       | «Dying»                              | Moulding     | 2:31     |  |
| 7.       | «Sacrificial Bonfire»                | Moulding     | 3:49     |  |

Las lista de canciones en el lanzamiento original de Geffen Records para los Estados Unidos (GHS 24117) era idéntica a la del álbum de Virgin Records, sin embargo, el álbum fue rápidamente vuelto a lanzar con la canción "Mermaid Smiled" removida y "Dear God" colocada después de "The Man Who Sailed Around His Soul".

### 2001 Virgin Records CD Remasterizado: CDVX2399
| N.º | Título                               | Escritor(es)   | Duración |  |
| 1.  | «Summer's Cauldron»                  |                | 3:19     |  |
| 2.  | «Grass»                              | Colin Moulding | 3:05     |  |
| 3.  | «The Meeting Place»                  | Moulding       | 3:14     |  |
| 4.  | «That's Really Super, Supergirl»     |                | 3:21     |  |
| 5.  | «Ballet for a Rainy Day»             |                | 2:50     |  |
| 6.  | «1000 Umbrellas»                     |                | 3:44     |  |
| 7.  | «Season Cycle»                       |                | 3:21     |  |
| 8.  | «Earn Enough for Us»                 |                | 2:54     |  |
| 9.  | «Big Day»                            | Moulding       | 3:32     |  |
| 10. | «Another Satellite»                  |                | 4:15     |  |
| 11. | «Mermaid Smiled»                     |                | 2:26     |  |
| 12. | «The Man Who Sailed Around His Soul» |                | 3:24     |  |
| 13. | «Dying»                              | Moulding       | 2:31     |  |
| 14. | «Sacrificial Bonfire»                | Moulding       | 3:49     |  |
| 15. | «Dear God»                           |                | 4:24     |  |

## Personal
- Andy Partridge – voz, guitarra
- Colin Moulding – coros, bajo
- Dave Gregory – coros, guitarra, piano, sintetizador, chamberlin, arreglo de cuerdas en "1,000 Umbrellas" y el tiple

### Personal adicional
- Prairie Prince – batería
- Beech Avenue Boys (XTC) – coros
- Todd Rundgren – arreglos orquestales, programación, teclados y coros

## Créditos
- Ingeniero de sonido, Todd Rundgren
- Ingeniero auxiliar, Kim Foscato y George Cowan en Utopia Sound Studios
- Masterizado en 1986 por Greg Fulginiti en Artisan Sound Recorders
- Remasterizado en 2001 por Ian Cooper en Metropolis Mastering